# تشارلي يونغ (لاعب كرة قدم أمريكية)
تشارلي يونغ (بالإنجليزية: Charley Young)‏ هو لاعب كرة قدم أمريكية أمريكي، ولد في 13 أكتوبر 1952 في رالي في الولايات المتحدة.

## وصلات خارجية
- تشارلي يونغ على موقع مرجع كرة القدم المحترفة.كوم (الإنجليزية)